# Сарнано
Сарна̀но (на италиански: Sarnano) е малко градче и община в Централна Италия, провинция Мачерата, регион Марке. Разположено е на 539 m надморска височина. Населението на общината е 3424 души (към 2010 г.).